# Північнофризька Вікіпедія
Північнофризька Вікіпедія (півн.-фриз. Nordfriisk Wikipedia) — розділ Вікіпедії північнофризькою мовою. Створена у 2010 році. Північнофризька Вікіпедія станом на 28 березня 2025 року містить 20 221 статтю, 22 057 зареєстрованих користувачів, 31 активного дописувача, 4 адміністраторів
. Загальна кількість сторінок в північнофризькій Вікіпедії — 50 360, редагувань — 270 930, завантажених файлів — 1477
. Глибина (рівень розвитку мовного розділу) північнофризької Вікіпедії мала і становить 12 пунктів
. 

## Історія
- Липень 2007 — створена 100-та стаття[3].
- Вересень 2010 — створена 1 000-на стаття[3].
- Березень 2015 — створена 2 000-на стаття[4].